# Episodi di Jewelpet
Questa è la lista degli episodi della serie televisiva anime Jewelpet, la prima dell'omonimo franchise mediatico.
La serie è composta di 52 episodi ed è stata trasmessa in Giappone dal 5 aprile 2009 al 28 marzo 2010 su TV Osaka e TV Tokyo la domenica alle 9:30. È l'unica serie del franchise trasmessa in Italia: i primi due episodi sono andati in onda su Italia 1 il 12 ed il 13 febbraio 2011, gli altri su Hiro dal 15 febbraio al 5 aprile 2011. Durante la trasmissione su Hiro è continuata anche quella in chiaro su Italia 1 a ritmo più lento: il sabato e la domenica mattina, mentre su Hiro veniva proposto tutti i giorni. Dopo l'episodio 24, trasmesso il 7 maggio 2011, la trasmissione su Italia 1 è continuata dal lunedì al venerdì alle 7.55, fino all'episodio 39 trasmesso il 27 maggio dello stesso anno. La serie è stata replicata in chiaro su Boing da martedì 26 luglio 2011 nel pomeriggio ed è stata interrotta il 30 settembre 2011 a tre episodi dal termine. Dal 17 ottobre al 30 dicembre 2011 è stata replicata interamente in chiaro su Boing.
I titoli originali degli episodi della prima serie sono caratterizzati da una parola iniziale formate da due parti uguali, di solito un'onomatopea, separata dal resto del titolo con un'emoticon o un punto esclamativo.
A fine episodio, dopo la sigla, sia originale che italiana, Ruby, travestita da scienziato (il "Professor Ruby"), descrive in modo dettagliato gli abitanti che popolano Jewel Land, uno per episodio. Qui il personaggio presentato è indicato dopo la dicitura "Jewelpet:".
| Nº | Titolo italiano Giapponese 「Kanji」 - Rōmaji - Traduzione letterale | In onda           | In onda          |
| Nº | Titolo italiano Giapponese 「Kanji」 - Rōmaji - Traduzione letterale | Giapponese        | Italiano         |
| 1  | Il gioiello piovuto dal cielo 「キラキラ☆宝石が降ってきた」 - Kirakira ☆ Hōseki ga futte kita – "Luccichio, luccichio ☆ Il gioiello è arrivato piovendo" | 5 aprile 2009     | 12 febbraio 2011 |
| 1  | Jewelpet: Ruby A Jewel Land tutti i Jewelpet vengono addormentati e trasformati in Jewel Charms per dormire mentre la loro città viene pulita con la magia, ma mentre vengono trasportati in un luogo dove poter riposare una tromba d'aria li travolge e cadono tutti sulla Terra. Così ventuno Jewelpet finiscono per sbaglio nella città di Takaragaseki, in Giappone. Uno dei Jewelpet, Ruby, che voleva giocare e perciò non era andato con gli altri, s'accorge che i suoi amici sono scomparsi, così decide di andare a chiedere aiuto agli adulti che lo mandano sulla Terra per trovare i suoi compagni, imponendogli di poter tornare a Jewel Land solo dopo averli ritrovati tutti. Sulla Terra una ragazza di nome Reiko Kōgyoku viene sorteggiata per fare il discorso di inizio anno nella sua scuola: questo la turba molto perché ha paura a parlare in pubblico. La sera vede una stella cadente e desidera di avere più coraggio. La stella cadente, in realtà Ruby trasformata in Jewel Charm, le cade nel bicchiere d'acqua che aveva in mano. Nel frattempo gli abitanti di Jewel Land contattano il Primo Ministro del Giappone, una delle poche persone che sa dell'esistenza dei Jewelpet, informandolo della situazione. Il Primo Ministro manda il suo segretario, il signor Tatewaki, a cercare Ruby. Una volta che il segretario incontra Reiko, che ha con sé Ruby, la informa di tutto ciò che accade e le chiede di aiutare Ruby nel suo compito, dicendole che recitando una formula magica può far tornare i Jewelpet alla loro forma originale. Reiko usa la formula e Ruby riprende il suo vero aspetto. Tatewaki la informa anche che ogni Jewelpet ha poteri magici e che Ruby è la Jewelpet del coraggio; Reiko dice quindi a Ruby che la aiuterà a condizione che le faccia un incantesimo del coraggio che la aiuti a fare il discorso di inizio anno e Ruby, malgrado non sia riuscito a farlo, mente dicendole che ha funzionato; Reiko riesce comunque a fare il discorso. |                   |                  |
| 2  | Batticuore: la confessione di Minami 「ドキドキ♡告白したいの」 - Dokidoki ♡ Kokuhaku shitai no – "Battito, battito ♡ Voglio confessare" | 12 aprile 2009    | 13 febbraio 2011 |
| 2  | Jewelpet: Garnet (Diana: vedi ep.19) Minami Asaoka, la migliore amica di Reiko, è innamorata di Miyamoto, capitano del club di Kendo, di cui fa parte anche lei. Non potendo dichiarargli apertamente i suoi sentimenti Minami chiede consiglio a Reiko, la quale chiede a Ruby di fare un incantesimo del coraggio sull'amica ma, come successe l'ultima volta, non funziona; Minami prova più volte a dichiararsi al ragazzo, invano. Attirata dai sentimenti di Minami, appare Garnet, il Jewelpet dell'amore. Inizialmente rifiuta di fare un incantesimo dell'amore ma, conoscendo meglio la ragazza, alla fine accetta; tuttavia non funziona, dato che i suoi incantesimi, che sono comunque più potenti di quelli di Ruby, hanno il 50% di probabilità di riuscire. |                   |                  |
| 3  | Arrivederci, Aoi 「バイバイ（>_<）有栖川さん」 - Bye bye (baibai) (>_<) Arisugawa-san – "Bye bye (>_<) Signorina Arisugawa" | 19 aprile 2009    | 15 febbraio 2011 |
| 3  | Jewelpet: Sapphie Aoi Arisugawa, compagna di classe di Reiko e Minami, proviene da una famiglia molto ricca, ma non ha neanche un'amica, dato che tutti quelli che le stanno intorno lo fanno solo per i suoi soldi. Reiko vorrebbe diventare sua amica, ma non ha il coraggio di avvicinarla. Tatewaki dice a Reiko e Minami che, essendo lei molto ricca ed avendo una vasta collezione di gioielli, è molto probabile che Aoi possa essere venuta casualmente in possesso di un Jewel Charm. Quel pomeriggio Reiko, portando con sé Ruby e Garnet, va a casa di Aoi, che è molto felice della sua visita. Intanto Ruby e Garnet vanno in giro per la casa e quando entrano nella stanza di Aoi trovano un Jewel Charm; vengono però scoperti dai camerieri che li portano da Reiko e Aoi. Quest'ultima, credendo che Reiko sia andata a casa sua solo perché è ricca e non perché volesse essere sua amica, la caccia da casa sua. Il giorno dopo Reiko va a scuola sperando di poter chiarire la situazione con Aoi: appena però arriva in classe la professoressa annuncia che Aoi si trasferirà a Londra e che il giorno stesso prenderà l'aereo. Appena la professoressa finisce la frase Reiko si precipita fuori dalla classe per andare a fermare Aoi all'aeroporto, e Minami la segue. Una volta arrivata all'aeroporto Reiko e Ruby ridanno al Jewelpet la sua vera forma, quella di Sapphire, il Jewelpet dell'Amicizia. Reiko spiega ad Aoi la situazione e la ragazza si scusa per aver frainteso. Alla fine Aoi decide di non partire e diventa amica di Reiko e Minami. |                   |                  |
| 4  | Amore a volontà 「ツルツル♡愛情いっぱい」 - Tsurutsuru ♡ Aijō ippai – "Liscio liscio ♡ Pieno d'amore" | 26 aprile 2009    | 16 febbraio 2011 |
| 4  | Jewelpet: Rin Reiko, Minami e Aoi sono in giro per il centro: vedono una fila lunghissima davanti a un ristorante di ramen e scoprono che il locale appartiene al padre di una loro compagna di classe. Il giorno dopo vedono la loro compagnia di classe, Rako, molto triste, e lei confessa loro che il locale non va più bene e che il ramen che cucinano è assolutamente immangiabile. Infatti Diana, una gatta malvagia che vuole impossessarsi di tutti i Jewel Charms, ha fatto un incantesimo che rende il ramen disgustoso. Reiko, Minami e Aoi fanno tutto il possibile per aiutare l'amica in difficoltà. Reiko, Minami e Aoi, insieme alla loro amica, fanno tutto il possibile per riuscire a cucinare un buon ramen. Alla fine la grande determinazione della ragazza fa comparire un Jewel Charm che Reiko fa tornare alla forma originale. Il Jewewpet si chiama Rin e ha il potere della prosperità economica: se Rin riderà a crepapelle farà tornare il ristorante di ramen pieno di clienti. |                   |                  |
| 5  | La tecnica dell'energia 「メラメラ！さわやか剣法」 - Meramera! Sawayaka kenpō – "Brucia brucia! Fresca scherma" | 3 maggio 2009     | 17 febbraio 2011 |
| 5  | Jewelpet: Chite Miyamoto si allena in vista della gara di Kendo contro un altro club, ma Diana, che vuole attirare un Jewel Charm, gli fa un incantesimo che gli toglie la sua energia e determinazione. Il giorno della gara, Miyamoto non si presenta, e così il resto della squadra di Kendo, perciò Minami decide di prendere il loro posto e combatte contro la squadra avversaria. Reiko, vedendo la determinazione dell'amica, decide di andare a cercare Miyamoto e di portarlo alla gara. Una volta che lo ha trovato e lo ha portato sul posto, Miyamoto, vedendo come la sua amica combatte per lui, ricomincia a sentire l'energia per combattere: ciò attira uno Jewel Charm cui Reiko ridà la forma originale; esso diventa un Jewelpet che ribera Miyamoto dall'incantesimo. Miyamoto è pronto a combattere l'ultimo incontro. I giudici scoprono però che Minami è una ragazza e che quindi non fa parte della squadra di kendo, e la squadra viene squalificata. |                   |                  |
| 6  | La prova di coraggio 「チキチキ！埠頭の決闘」 - Chikichiki! Futō no kettō – "Conoscenza, conoscenza! Il duello del molo" | 10 maggio 2009    | 18 febbraio 2011 |
| 6  | Jewelpet: Prase |                   |                  |
| 7  | Le sette cicatrici 「ムキムキ！七つの傷を持つ執事」 - Mukimuki! Nanatsu no kizu o motsu shitsuji – "Idoneità! Il servitore con le sette ferite" | 17 maggio 2009    | 19 febbraio 2011 |
| 7  | Jewelpet: King |                   |                  |
| 8  | Lacrime di smeraldo 「アツアツ♡りんこの涙はエメラルド」 - Atsuatsu ♡ Rinko no namida wa emerarudo – "Bollente d'amore ♡ Le lacrime di Rinko sono di smeraldo" | 24 maggio 2009    | 20 febbraio 2011 |
| 8  | Jewelpet: Emerald |                   |                  |
| 9  | Voglio essere b-oink-issima! 「プリプリ♡ブつくしくなりたいの」 - Puripuri ♡ Bu-tsuku shiku naritai no – "Profumo ♡ Voglio arrivare a raggiungere il grugnito-respirare" | 31 maggio 2009    | 21 febbraio 2011 |
| 9  | Jewelpet: Riru |                   |                  |
| 10 | L'avventura dei gemelli 「パオパオ！ツインズ・アドベンチャー」 - Paopao! Tsuinzu・Adobenchā – "Paopao! Twins Adventure" | 7 giugno 2009     | 22 febbraio 2011 |
| 10 | Jewelpet: Tour |                   |                  |
| 11 | Segretario del Primo Ministro, metticela tutta! 「イケイケ！総理大臣主席秘書官帯刀啓吾」 - Ikeike! Sōri daijin shuseki hishokan Tatewaki Keigo – "Vai, vai! Il capo-segretario del Primo Ministro, Keigo Tatewaki" | 14 giugno 2009    | 23 febbraio 2011 |
| 11 | Jewelpet: Flora |                   |                  |
| 12 | Il principe che perse il suo sogno 「ダメダメ（T_T）夢をなくした王子様」 - Damedame (T_T) Yume o nakushita ōji-sama – "Inutile, inutile (T_T) Il principe che ha perso il sogno" | 21 giugno 2009    | 24 febbraio 2011 |
| 12 | Jewelpet: Peridot |                   |                  |
| 13 | Reiko la fidanzata di Tatewaki? 「マジマジ!?帯刀の彼女はりんこ？」 - Majimaji!? Taitō no kanojo wa Rinko? – "Davvero? Davvero? La fidanzata di Tatewaki è Rinko?" | 28 giugno 2009    | 25 febbraio 2011 |
| 13 | Jewelpet: Milky |                   |                  |
| 14 | Chi sarà mai Diana? 「モシモシ？ダイアナって何者!?」 - Moshimoshi? Daiana-tte nanimono!? – "Pronto, pronto? Chi è Diana?!" | 5 luglio 2009     | 26 febbraio 2011 |
| 14 | Jewelpet: Kohaku |                   |                  |
| 15 | Chi incontra il modello? 「だナだナ！モデルの彼に会えるかナ!?」 - Dana dana! Moderu no kare ni aeru ka na!? – "Danadana! Modella, puoi incontrarlo?" | 12 luglio 2009    | 27 febbraio 2011 |
| 15 | Jewelpet: Luna |                   |                  |
| 16 | Il nuovo compagno di classe! 「カリカリ！気にいらない転校生」 - Karikari! Kiniiranai tenkōsei – "Karikari! Non amo lo studente trasferito" | 19 luglio 2009    | 28 febbraio 2011 |
| 16 | Jewelpet: Nephrite |                   |                  |
| 17 | Dove si sarà cacciata Diana? 「ドコドコ？ダイアナを見つけ出せ」 - Dokodoko? Daiana o mitsuke dase – "Dove, dove? Trova Diana" | 26 luglio 2009    | 1º marzo 2011    |
| 17 | Jewelpet: Euclase soprannominato "Euke" |                   |                  |
| 18 | Che emozione! Le vacanze estive a Jewel Land! 「ワクワク！ジュエルランドで夏休み」 - Wakuwaku! Juerurando de natsu yasumi – "Eccitazione! Le vacanze estive a Jewel Land" | 2 agosto 2009     | 2 marzo 2011     |
| 19 | Diana e il team Herb 「ミニミニ！ダイアナとハーブ団」 - Minimini! Daiana to Hābu-dan – "Mini, mini! Diana e la squadra Herb" | 9 agosto 2009     | 3 marzo 2011     |
| 19 | Jewelpet: Diana (flashback) |                   |                  |
| 20 | Operazione "Spiaggia dell'Amore" 「ピチピチ♡ラブビーチ大作戦」 - Pichipichi ♡ Rabu Bīchi daisakusen – "Vivace ♡ La grande operazione Love Beach" | 16 agosto 2009    | 4 marzo 2011     |
| 21 | Un tipo davvero irascibile 「オラオラ！暴れん坊伝説」 - Oraora! Abarenbō densetsu – "Oraora! La leggenda del teppista" | 23 agosto 2009    | 5 marzo 2011     |
| 21 | Jewelpet: Acquamarin |                   |                  |
| 22 | Reiko contro Akira 「バチバチ☆りんこvs晃」 - Bachibachi ☆ Rinko vs Akira – "Punizione, punizione ☆ Rinko vs Akira" | 30 agosto 2009    | 6 marzo 2011     |
| 23 | Dov'è finita Ruby? 「アレアレ？どこへ行ったのルビー!?」 - Areare? Doko e itta no Rubī!? – "Questo, questo? Dov'è andata Ruby?!" | 6 settembre 2009  | 7 marzo 2011     |
| 24 | Il Jewel Stick 「ナニナニ？ジュエルステッキ!?」 - Naninani? Juerusutekki!? – "Cosa, cosa? Jewel Stick?!" | 13 settembre 2009 | 8 marzo 2011     |
| 24 | Jewelpet: Kya |                   |                  |
| 25 | Proteggiamo il Jewel Diary 「ヤダヤダ！ねらわれたジュエル手帳」 - Yadayada! Nerawareta Jueru Techō – "Yadayada! Il Jewel Diary preso di mira" | 20 settembre 2009 | 9 marzo 2011     |
| 26 | Il potere del Jewel Stick 「プルプル！りんこのミラクルパワー」 - Purupuru! Rinko no mirakurupawā – "Scossa! Il miracle power di Rinko" | 27 settembre 2009 | 10 marzo 2011    |
| 26 | Jewelpet: Opale |                   |                  |
| 27 | Che emozione studiare a Jewel Land 「ノリノリ！ジュエルランドでお勉強」 - Norinori! Juerurando de obenkyō – "Buonumore! Lo studio a Jewel Land" | 4 ottobre 2009    | 11 marzo 2011    |
| 28 | Il principe azzurro di Reiko 「スキスキ♡りんこの王子様」 - Sukisuki ♡ Rinko no ōji-sama – "Mi piace, mi piace ♡ Il principe di Rinko" | 11 ottobre 2009   | 12 marzo 2011    |
| 29 | Cattive notizie, il ritorno di Diana 「ヤバヤバ!?ダイアナが復活」 - Yabayaba!? Daiana ga fukkatsu – "Rischioso, rischioso?! Il ritorno di Diana" | 18 ottobre 2009   | 13 marzo 2011    |
| 29 | Jewelpet: Titana |                   |                  |
| 30 | Fermate quel nastro trasportatore 「クルクル（@_@）回転寿司が静止する日」 - Kurukuru (@_@) Kaitenzushi ga seishi suru hi – "Gira (@_@) Il giorno in cui il sushi sul rullo si ferma" | 25 ottobre 2009   | 14 marzo 2011    |
| 31 | Che scompiglio alla festa della scuola 「シクシク（;_;）お嬢様は疫病神」 - Shikushiku (;_;) Ojō-sama wa yakubyōgami – "Spargi, spargi (;_;) La signorina è una dea dell'epidemia" | 1º novembre 2009  | 15 marzo 2011    |
| 31 | Jewelpet: Sango |                   |                  |
| 32 | La battaglia finale contro Diana 「メラメラ！ダイアナと最終決戦」 - Meramera! Daiana to saishū kessen – "Brucia brucia! Diana e l'ultima battaglia" | 8 novembre 2009   | 16 marzo 2011    |
| 32 | Jewelpet: Tata e Dian |                   |                  |
| 33 | Dian, il nuovo nemico 「デタデタ！新たな敵ディアン」 - Detadeta! Arata na teki Dian – "Apparso, apparso! Il nuovo nemico Dian" | 15 novembre 2009  | 17 marzo 2011    |
| 33 | Jewelpet: Nik |                   |                  |
| 34 | Bambini ribelli in fuga 「ハイハイ！赤ちゃん大暴走」 - Haihai! Akachan dai bōsō – "Sì sì! La grande corsa all'impazzata dei bambini" | 22 novembre 2009  | 18 marzo 2011    |
| 34 | Jewelpet: Amelie |                   |                  |
| 35 | L'amore segreto di King 「ダスダス！キング心の旅」 - Dasudasu! Kingu kokoro no tabi – "Rivela, rivela! Il viaggio del cuore di King" | 29 novembre 2009  | 19 marzo 2011    |
| 35 | Jewelpet: Lapis |                   |                  |
| 36 | Il principe Andy da Northland 「キタキタ（ﾟ∀ﾟ）りんこの王子様!?」 - Kitakita （ﾟ∀ﾟ） Rinko no ōji-sama!? – "Arrivato, arrivato （ﾟ∀ﾟ） Il principe di Rinko" | 6 dicembre 2009   | 20 marzo 2011    |
| 37 | Tre nuovi Jewelpet alla ribalta 「うふうふ♡新三人娘人気急上昇」 - Ufuufu ♡ Shin sannin musume ninki kyūjōshō – "Risatina, risatina ♡ La crescita improvvisa di popolarità di tre nuove figlie" | 13 dicembre 2009  | 21 marzo 2011    |
| 37 | Jewelpet: Chris |                   |                  |
| 38 | Babbo Natale è arrivato in città 「メリメリ☆サンタが街にやってきた」 - Merimeri ☆ Santa ga machi ni yattekita – "Felice, felice ☆ Babbo Natale è arrivato in città" | 20 dicembre 2009  | 22 marzo 2011    |
| 38 | Jewelpet: Ioli |                   |                  |
| 39 | La nascita di un nuovo Jewelpet 「バブバブ！ジュエルペット誕生」 - Babubabu! Juerupetto tanjō – "Babubabu! La nascita di un Jewelpet" | 27 dicembre 2009  | 23 marzo 2011    |
| 39 | Jewelpet: Labra |                   |                  |
| 40 | Il primo sogno dell'anno nuovo 「ウキウキ!?ハッピー初夢大騒動」 - Ukiuki!? Happī hatsuyume ōsōdō – "Allegria?! La grande lotta del felice primo sogno dell'anno" | 3 gennaio 2010    | 24 marzo 2011    |
| 41 | Incredibile! Il mio principe sul cavallo bianco 「メロメロ♡白馬に乗った王子様」 - Meromero ♡ Hakuba ni notta ōji-sama – "Pazzo amore ♡ Il principe che ha cavalcato il cavallo bianco" | 10 gennaio 2010   | 25 marzo 2011    |
| 42 | Una caccia al tesoro da brivido 「ブルブル！学校の怪談」 - Buruburu! Gakkō no kaidan – "Brividi! La storia di fantasmi della scuola" | 17 gennaio 2010   | 26 marzo 2011    |
| 43 | L'eclissi di luna 「オロオロ！魔女たちの試練」 - Orooro! Majo-tachi no shiren – "Inquietudine! La prova delle streghe" | 24 gennaio 2010   | 27 marzo 2011    |
| 44 | La fine del mondo è vicina? 「ハラハラ！今日が人類最後の日？」 - Harahara! Kyō ga jinrui saigo no hi? – "Sulle spine! Oggi è l'ultimo giorno dell'umanità?" | 31 gennaio 2010   | 28 marzo 2011    |
| 45 | Ho no! Si sono trasformati tutti in King! 「イヤイヤ！みんなキングになっちゃった」 - Iyaiya! Minna Kingu ni nacchatta – "No, no! Si sono trasformati tutti in King" | 7 febbraio 2010   | 29 marzo 2011    |
| 46 | La magia di San Valentino 「ラブラブ!?バレンタインマジック」 - Love Love!? Valentine Magic (Raburabu!? Barentain Majikku) – "Amore, amore?! La magia di San Valentino" | 14 febbraio 2010  | 30 marzo 2011    |
| 47 | La proposta di matrimonio 「アゲアゲ！プロポーズ大作戦」 - Ageage! Puropōzu daisakusen – "Buonumore! La grande operazione della proposta di matrimonio" | 21 febbraio 2010  | 31 marzo 2011    |
| 48 | Un matrimonio triste 「ウルウル（;Д;）悲しみの結婚式」 - Uruuru (;Д;) Kanashimi no kekkonshiki – "Lacrime (;Д;) La cerimonia di matrimonio della tristezza" | 28 febbraio 2010  | 1º aprile 2011   |
| 49 | Le streghe contro Dian 「ビリビリ！ディアンVS四人の魔女」 - Biribiri! Deian VS yonin no majo – "Come uno shock elettrico! Dian VS quattro streghe" | 7 marzo 2010      | 2 aprile 2011    |
| 50 | Anche lontani i nostri cuori saranno vicini 「フレフレ！離れていても心は一緒」 - Furefure! Hanarete ite mo kokoro wa issho – "Contatto, contatto! Anche separati i cuori sono vicini" | 14 marzo 2010     | 3 aprile 2011    |
| 51 | Il ritorno del trio 「ブイブイV（^▽^）V帰ってきたアイツら」 - Buibui V(^▽^)V Kaette kita aitsura – "Vittoria, vittoria V(^▽^)V Loro sono tornati" | 21 marzo 2010     | 4 aprile 2011    |
| 52 | Gli esseri umani e i Jewelpet sono amici 「キスキス♡ジュエルペットは友達」 - Kisukisu ♡ Juerupetto wa tomodachi – "Bacio, bacio ♡ I Jewelpet sono amici" | 28 marzo 2010     | 5 aprile 2011    |